# Бухтояров, Валентин Петрович
Валентин Петрович Бухтояров (род. 11 февраля 1955 года, Кемеровская область, РСФСР, СССР) — предприниматель, менеджер, один из создателей, акционеров и вице-президент по финансам холдинга «Сибуглемет».

## Биография
Валентин Бухтояров родился 11 февраля 1955 года в Кемеровской области.
В 1978 году окончил Сибирский металлургический институт и распределился на шахту им. Калинина производственного объединения «Прокопьевскуголь». Через некоторое время был назначен директором шахты «Есаульская».
В 1994 году назначен директором по материально-техническому снабжению объединения «Кузнецкуголь».
В 1995 году совместно с Анатолием Скуровым, Владимиром Мельниченко и бывшим коммерческим директором «Кузнецкугля» Анатолием Смоляниновым[уточнить] организовали компанию «Сибуглемет».
В 2003 году Валентин Бухтояров стал вице-президентом холдинга «Сибуглемет», где курирует экономику, финансы и учёт.

## Состояние
Обладая личным состоянием $ 1,8 млрд, в 2011 году занял 52 место в списке 200 богатейших бизнесменов России (по версии журнала Forbes) 
В Рейтинге российских миллиардеров 2010 года, по данным журнала Финанс занимает 120 место с состоянием 610 млн долларов США.

## Личная жизнь
Трижды женат, трое детей.